# امپراتریس

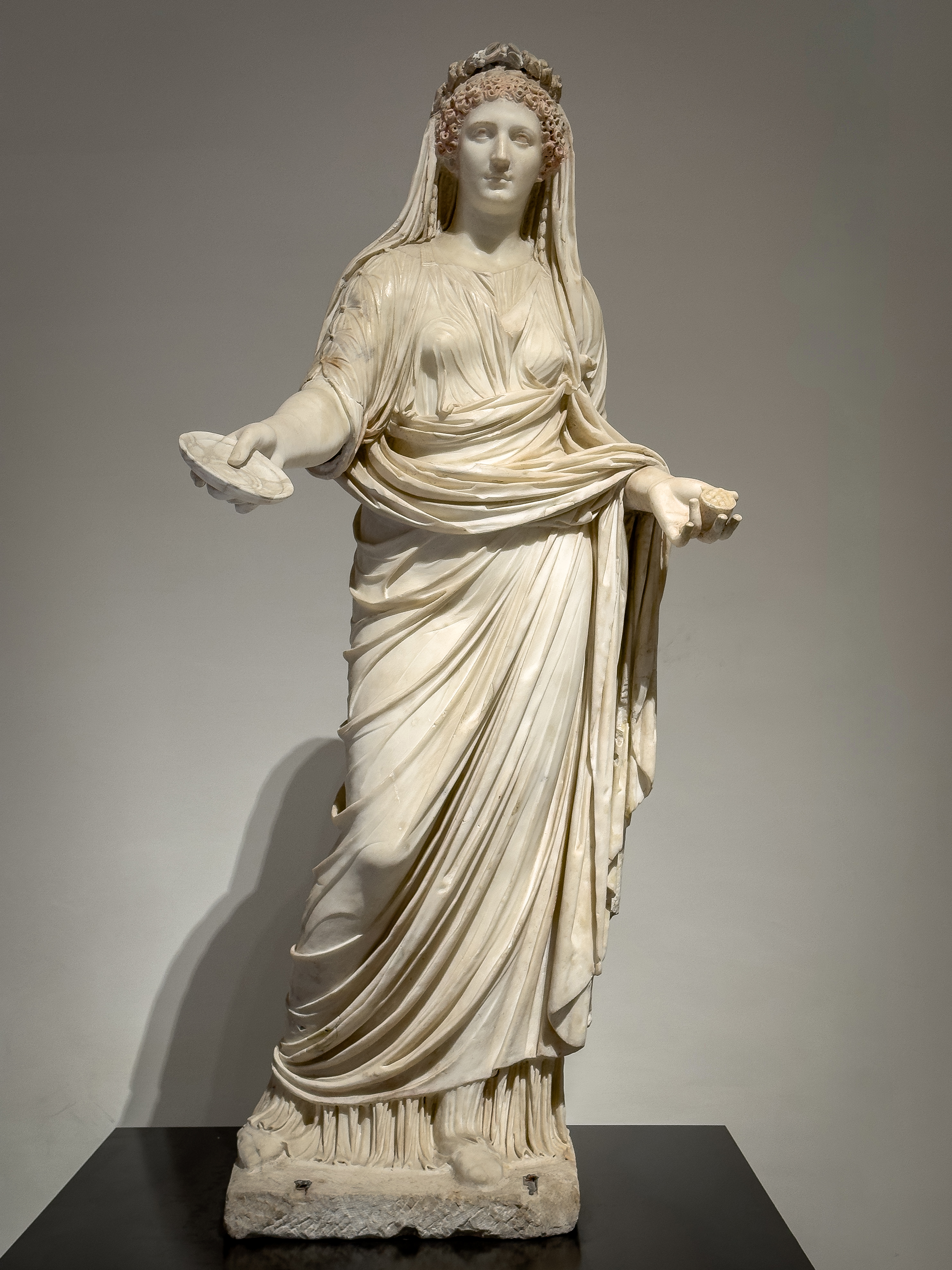
تندیس لیویا دروسیلا همسر سزار آگوستوس و نخستین امپراتریس روم و جهان

اِمپِراتْریس (به لاتین: Imperatrix) یک عنوان سلطنتی لاتین به معنای «زن امپراتور» است. این عنوان می‌تواند به یک ملکه همسر یا ملکه حاکم اشاره داشته باشد و در طول تاریخ برای همسران امپراتورهای اروپایی به‌کار رفته است. زمانی که عنوان امپراتور در معنای پادشاه به‌کار رفت، عنوان امپراتریس نیز برای همسران رسمی آنها یا زنانی که بر تخت امپراتوری تکیه می‌زدند، ابداع شد.

## انواع
انواع عناوین امپراتریس به شرح زیر است:
- امپراتریس همسر (به انگلیسی: Empress consort) مشابه ملکه همسر که برای همسران امپراتورها به‌کار می‌رود.
- امپراتریس حاکم (به انگلیسی: Empress regnant) مشابه ملکه حاکم که برای امپراتورهای زن به‌کار می‌رود.
- امپراتریس مادر (به انگلیسی: Empress mother) مشابه ملکه مادر که برای مادران امپراتورها به‌کار می‌رود.

## فهرست امپراتریس‌های مشهور
عنوان امپراتریس در طول تاریخ برای همسران رسمی امپراتورهای اروپایی به‌کار رفته است. گاهی این زنان خود به تخت می‌نشستند و به‌عنوان «امپراتریس حاکم» سلطنت می‌کردند. مشابه عنوان امپراتور، عنوان امپراتریس نیز در ادبیات غرب برای بسیاری از سلطنت‌های غیر اروپایی (که رسماً چنین عنوانی نداشتند) به‌کار رفته است؛ مانند حکومت‌های تاریخ چین، ژاپن، هند و غیره. نام و مدت زمام‌داری برخی از مشهورترین امپراتریس‌های تاریخ به شرح زیر است:
در روم باستان
- لیویا دروسیلا (۲۷ پ.م–۱۴ پ.م)، همسر سزار آگوستوس و نخستین امپراتریس روم
- پومپیئا پلوتینا (۹۸–۱۱۷)، همسر سزار تراژان و امپراتریس محبوب روم

در امپراتوری بیزانس
- تئودورا (۵۲۷–۵۴۸)، همسر ژوستینین یکم و فرمانروای مشترک با او
- ایرنه (۷۹۷–۸۰۲)، امپراتریس مقتدر بیزانس
- ماریا کومنن (۱۴۲۷–۱۴۳۹)، همسر ژان هشتم و آخرین امپراتریس بیزانس

در ژاپن
- امپراتریس سوئیکو (۵۹۳–۶۲۸)، نخستین امپراتریس حاکم ژاپن
- امپراتریس کوکن (۷۴۹–۷۵۸)، امپراتریس حاکم مقتدر ژاپن
- ماساکو (۲۰۱۹–اکنون)، همسر ناروهیتو و امپراتریس فعلی ژاپن

در چین
- امپراتریس لو (۱۹۵ پ.م–۱۸۰ پ.م)، نخستین امپراتریس مادر در دودمان هان
- وو زتیان (۶۹۰–۷۰۵)، امپراتریس حاکم در دودمان تانگ
- تزی شیء (۱۸۶۱–۱۹۰۸)، امپراتریس مادر در اواخر دودمان چینگ

در امپراتوری روسیه
- کاترین یکم (۱۷۲۵–۱۷۲۷)، همسر پتر کبیر و نخستین امپراتریس روسیه که پس از مرگ پتر، جانشین او شد.
- امپراتریس آنا (۱۷۳۰–۱۷۴۰)، دختر ایوان پنجم و دومین امپراتریس روسیه
- امپراتریس الیزابت (۱۷۴۱–۱۷۶۲)، دختر پتر کبیر که پس از آنا بر تخت نشست
- کاترین کبیر (۱۷۶۲–۱۷۹۶)، همسر پتر سوم که تاج و تخت را از او گرفت و خود هشتمین و بزرگ‌ترین امپراتور روسیه شد.
- آلکساندرا فیودورفنا (۱۸۹۴–۱۸۱۹)، همسر نیکلای دوم و آخرین امپراتریس روسیه

در امپراتوری مقدس روم
- ماریا ترزا (۱۷۴۵–۱۷۶۵)، امپراتریس حاکم روم مقدس

در فرانسه
- ژوزفین بوآرنه (۱۸۰۴–۱۸۱۰)، همسر رسمی ناپلئون بناپارت که خود را امپراتور فرانسه نامید.
- اوژنی دو مونتیژو (۱۸۵۳–۱۸۷۰)، همسر ناپلئون سوم و آخرین امپراتریس فرانسه

در اتریش
- الیزابت اتریش-مجارستان (۱۸۵۴–۱۸۹۸)، همسر فرانتس یوزف یکم و امپراتریس اتریش-مجارستان

در انگلیس
- ملکه ویکتوریا (۱۸۷۶–۱۹۰۱)، او از سال ۱۸۷۶ عنوان «امپراتریس هند» را به خود گرفت.

در ایران
- فرح پهلوی (۱۳۴۶–۱۳۵۷)، عنوان «شهبانو» او در منابع غربی به امپراتریس ترجمه می‌شد.